# William Christmas
William "Will" Christmas (Oceanside, California; 8 de diciembre de 1996) es un baloncestista estadounidense que pertenece a la plantilla del Limoges CSP de la LNB Pro A francesa. Con 1,96 metros de estatura, juega en la posición de alero. 

## Trayectoria deportiva

### Universidad
Jugó dos temporadas con los Broncos de la Universidad Estatal Politécnica de California en Pomona, de la División II de la NCAA, en las que promedió 13,5 puntos, 6,1 rebotes, 2,9 asistencias y 1,4 robos de balón por partido. En su primera temporada fue elegido freshman del año de la California Collegiate Athletic Association, mientras que en las tres temporadas posteriores fue incluido en el mejor quinteto de la conferencia. Acabó como el único Bronco en la historia en alcanzar los 1000 puntos en su carrera (1463), 600 rebotes (659) y 250 asistencias (312).

### Profesional
Tras no ser elegido en el Draft de la NBA de 2020, el 5 de agosto de 2021 firmó su primer contrato profesional con el Dragons Rhöndorf de la ProB, la tercera división alemana. Jugó solo tres partidos, en los que promedió 19,3 puntos y 8,3 rebotes, antes de desvincularse del equipo para fichar por el Musel Pikes de la Division Nationale 1 de Luxemburgo. Allí acabó la temporada promediando 29,7 puntos y 10,8 rebotes por partido, el segundo mejor anotador de la competición.
El 28 de julio de 2022 se anunció su fichaje por el Artland Dragons de la ProA, la segunda división alemana. Jugó una temporada en la que promedió 15,6 puntos, 7,3 rebotes y 4,1 asistencias por partido.
Sus actuaciones con los Dragons le valieron un contrato con el club Hamburg Towers de la Basketball Bundesliga en el verano de 2023. Además de la máxima competición germana, disputó también la Eurocup, y acabó promediando 11,9 puntos y 4,4 rebotes por partido.
El 14 de agosto de 2024 firmó con el Niners Chemnitz, también de la Basketball Bundesliga. Tras 26 partidos, en los que promedió 9,2 puntos y 4,7 rebotes, dejó el equipo para fichar el 20 de febrero de 2025 por el CSP Limoges de la LNB Pro A francesa.